# Оштра Глава
Оштра Глава (до 2012. Остра Глава) је насеље у Пољаници, град Врање у Пчињском округу. Према попису из 2022. ово насеље имало је 19 становника (према попису из 2002. имало је 72 становника).

## Опис села
Оштра глава налази се у северозападном делу Пољанице, на левој страни Ветернице, између села: Студена на истоку, Мијовце и Дупељево на северу, Равни Дел на западу и Големо Село на југу. Размештено је на коси званој Остроглавски рид која је између Остроглавске реке и Остроглавског потока. Од центра Власа удаљена је око 7 км.
Село је некада сматрано за махалу Големог Села. Разбијеног је типа, подељено у две махале: Остру Главу и Синорски Деја.
У Остру Главу се најлакше стиже из Големог Села, путем кроз махалу Грнчарица и поред Остроглавског манастира. Нешто је тежи прилаз са севера из Мелова и Гагинца или са запада преко Копиљака, слабијим сеоским путевима.
Постоје трагови српског села и старог гробља из времена пре насељавања Арнаута. Ти Срби су основали село и дали му име Остра Глава. По доласку Арнаута, Срби су избегли низ Ветерницу у унутрашњост садашње Србије. Остру Главу, као арнаутско село,1861. године помиње аустроугарски путописац Хан (Johann Georg von Hahn). После ослобођена 1878. године, Остру Главу су поново населили Срби, из Големог Села и из Пчиње.
Земља у селу је лошег квалитета и тешка за обраду, али су се становници ипак бавили пољопривредом, са тежиштем на сточарство и ратарство. Богато је буковом, храстовом и јасиковом шумом па се у новије време развила горосеча и израда ћумура.
Испод Иванове чуке, између Манастирске и Остроглавске реке, на месту званом Манастир постојала је развалина старе цркве, где је подигнута нова обична црквица посвећена Рођењу Пресвете Богородице.
Сеоска слава (крсте, литије) је 28. августа, на Велику Госпојину.

## Демографија
У насељу Остра Глава живи 35 пунолетних становника, а просечна старост становништва износи 53,4 година (48,2 код мушкараца и 61,2 код жена).
Ово насеље је у потпуности насељено Србима (према попису из 2002. године), а у последња три пописа, примећен је пад у броју становника.
|  |

| Демографија | Демографија | Демографија |
| Година      | Становника  | Становника  |
| ----------- | ----------- | ----------- |
| 1948.       | 129         |             |
| 1953.       | 153         |             |
| 1961.       | 120         |             |
| 1971.       | 105         |             |
| 1981.       | 96          |             |
| 1991.       | 84          | 84          |
| 2002.       | 72          | 72          |
| 2011.       | 35          |             |

| Етнички састав према попису из 2002.‍ | Етнички састав према попису из 2002.‍ | Етнички састав према попису из 2002.‍ | Етнички састав према попису из 2002.‍ | Етнички састав према попису из 2002.‍ |
| ------------------------------------ | ------------------------------------ | ------------------------------------ | ------------------------------------ | ------------------------------------ |
|                                      |                                      |                                      |                                      |                                      |
| Срби                                 | Срби                                 |                                      | 72                                   | 100,0%                               |
| непознато                            | непознато                            |                                      | 0                                    | 0,0%                                 |

| Година пописа     | 1948. | 1953. | 1961. | 1971. | 1981. | 1991. | 2002. |
| ----------------- | ----- | ----- | ----- | ----- | ----- | ----- | ----- |
| Број домаћинстава | 23    | 28    | 25    | 26    | 24    | 21    | 22    |

| Број чланова      | 1 | 2 | 3 | 4 | 5 | 6 | 7 | 8 | 9 | 10 и више | Просек |
| ----------------- | - | - | - | - | - | - | - | - | - | --------- | ------ |
| Број домаћинстава | 3 | 5 | 5 | 4 | 2 | 3 | 0 | 0 | 0 | 0         | 3,27   |

| Пол    | Укупно | Неожењен/Неудата | Ожењен/Удата | Удовац/Удовица | Разведен/Разведена | Непознато |
| ------ | ------ | ---------------- | ------------ | -------------- | ------------------ | --------- |
| Мушки  | 35     | 15               | 20           | 0              | 0                  | 0         |
| Женски | 27     | 2                | 20           | 5              | 0                  | 0         |
| УКУПНО | 62     | 17               | 40           | 5              | 0                  | 0         |

| Пол    | Укупно                    | Пољопривреда, лов и шумарство | Рибарство                            | Вађење руде и камена | Прерађивачка индустрија       |
| ------ | ------------------------- | ----------------------------- | ------------------------------------ | -------------------- | ----------------------------- |
| Мушки  | 30                        | 16                            | 0                                    | 0                    | 9                             |
| Женски | 18                        | 12                            | 0                                    | 0                    | 5                             |
| УКУПНО | 48                        | 28                            | 0                                    | 0                    | 14                            |
| Пол    | Производња и снабдевање   | Грађевинарство                | Трговина                             | Хотели и ресторани   | Саобраћај, складиштење и везе |
| Мушки  | 0                         | 4                             | 1                                    | 0                    | 0                             |
| Женски | 0                         | 1                             | 0                                    | 0                    | 0                             |
| УКУПНО | 0                         | 5                             | 1                                    | 0                    | 0                             |
| Пол    | Финансијско посредовање   | Некретнине                    | Државна управа и одбрана             | Образовање           | Здравствени и социјални рад   |
| Мушки  | 0                         | 0                             | 0                                    | 0                    | 0                             |
| Женски | 0                         | 0                             | 0                                    | 0                    | 0                             |
| УКУПНО | 0                         | 0                             | 0                                    | 0                    | 0                             |
| Пол    | Остале услужне активности | Приватна домаћинства          | Екстериторијалне организације и тела | Непознато            | Непознато                     |
| Мушки  | 0                         | 0                             | 0                                    | 0                    | 0                             |
| Женски | 0                         | 0                             | 0                                    | 0                    | 0                             |
| УКУПНО | 0                         | 0                             | 0                                    | 0                    | 0                             |